# Expansion de l'Univers

L'expansion de l'Univers imagée par le gonflement d'un gâteau aux raisins.

Pour les articles homonymes, voir Expansion.
En cosmologie, l'expansion de l'Univers est le phénomène qui voit à grande échelle les objets composant l'Univers (galaxies, amas…) s'éloigner les uns des autres. Cet écartement mutuel, que l'on pourrait prendre pour un mouvement des galaxies dans l'espace, s'interprète en réalité par un gonflement, une dilatation, de l'espace lui-même, les objets célestes étant de ce fait amenés à s'éloigner les uns des autres. À plus petite échelle, l'expansion n'affecte pas la taille des galaxies elles-mêmes, la gravité « intérieure » ayant un effet prédominant.
L'expansion de l'Univers est la solution théorique trouvée par Alexander Friedmann pour rendre compte du fait que l'Univers ne se soit pas déjà effondré sous l'effet de la gravitation. Elle permet de faire l'économie de la constante cosmologique, artifice introduit par Albert Einstein, fermement attaché à l'idée d'un univers statique.
Du point de vue observationnel, l'expansion se traduit par une augmentation de la longueur d'onde de la lumière émise par les galaxies : c'est le phénomène de décalage vers le rouge. Ce décalage n'est pas homologue à l'effet Doppler, qui est dû au déplacement à travers l'espace de l'objet observé ; il s'agit ici de l'expansion de l'espace lui-même. On parle de décalage spectral cosmologique.
La découverte de ce décalage vers le rouge est attribuée à l'astronome américain Edwin Hubble en 1929, bien qu'il ait été implicitement mis en évidence 15 ans plus tôt par Vesto Slipher et prédit, voire mesuré, par Georges Lemaître à la fin des années 1920. De façon concomitante, l'interprétation physique correcte de ce décalage vers le rouge est donnée par la théorie de la relativité générale d'Albert Einstein, qui permet de décrire la dynamique de l'Univers dans son ensemble. L'expansion de l'Univers est de fait une vérification remarquable de la relativité générale, même si Albert Einstein n'y a pas adhéré initialement, tentant même d'en proposer une explication alternative, la lumière fatiguée, théorie depuis longtemps abandonnée.
La conséquence immédiate de l'expansion de l'Univers est que celui-ci était par le passé plus dense et donc plus chaud. Le concept du Big Bang, qui repose sur l'idée qu'une telle époque dense et chaude a effectivement existé, en découle naturellement et peut donc être considéré comme établi.
Du point de vue théorique, l'expansion de l'Univers est contenue dans les modèles issus de la relativité générale décrivant l'Univers dans son ensemble. De telles constructions sont appelées « modèles cosmologiques ». Les équations qui décrivent l'expansion de l'Univers dépendent des propriétés de la ou des formes de matière qui emplissent l'Univers. Elles s'appellent équations de Friedmann.

## Manifestation de l'expansion de l'Univers
L'expansion de l'Univers se manifeste par l'observation d'une récession (éloignement) apparente des objets astrophysiques lointains. Si l'on ne peut pas détecter de déplacement de leur position ni de changement de leur taille apparente, car le phénomène d'éloignement est très lent à l'échelle humaine, on constate un décalage vers le rouge de leur spectre (c'est-à-dire de la lumière qu'ils émettent). Ce phénomène est mis en évidence par le fait que le spectre de ces objets possède des raies d'émission et d'absorption caractéristiques des éléments chimiques qui les composent, et dont la position dans le spectre est fixée. On observe une relation de proportionnalité entre le taux d'augmentation de la distance des galaxies (ou pseudo-vitesse de récession) et cette distance elle-même, cette loi étant connue sous le nom de loi de Hubble-Lemaître. Elle tire son nom de l'astronome américain Edwin Hubble qui la publia en 1929 et de Georges Lemaître qui prédit cette loi en 1927.

## Mouvementsdansl'espace ou expansiondel'espace?
En mécanique classique ou en relativité restreinte, l'observation d'un décalage vers le rouge s'interprète comme un déplacement dans l'espace et un effet Doppler. En relativité générale, une telle interprétation n'est plus suffisante, car il n'existe pas de notion d'espace absolu, contrairement à la mécanique classique, ou tout du moins présentant une certaine structure rigide comme en relativité restreinte. L'espace de la relativité générale est, dans un certain sens, « élastique », la distance entre les points étant, par exemple, fonction de la structure du champ gravitationnel dans leur voisinage. Il n'en demeure pas moins que la relativité générale stipule que, localement, l'espace s'identifie à celui de la relativité restreinte.
Si elle était généralisée à grande échelle, l'interprétation Doppler pourrait soulever un paradoxe, car elle signifierait que des objets suffisamment lointains s'éloigneraient à des vitesses supérieures à celle de la lumière et, de ce fait, enfreindraient les lois de la relativité restreinte. Il n'en est rien dans les faits, car si ces objets se déplacent bien avec une vitesse relative plus grande que celle de la lumière, cela ne permet pas d'échange d'information à de telles vitesses. Ainsi l'accroissement de la distance mutuelle entre galaxies, dû à l'expansion de l'espace, n'est pas en conflit avec la relativité restreinte.

## Expansion de l'Univers, mais pas des objets astrophysiques
Contrairement à une idée parfois exprimée, l'expansion de l'Univers ne signifie pas que les objets astrophysiques voient leur taille varier : ce n'est que leur distance mutuelle qui varie au cours du temps, et ce uniquement pour des objets suffisamment éloignés. Si la dilatation de l'espace était identique à toute échelle, l'expansion de l'Univers serait inobservable, puisque les instruments et moyens de mesure garderaient la même échelle relative aux distances mesurées.
Les forces nécessaires pour contrer le mouvement d'expansion à l'échelle d'un atome, d'une planète, d'une étoile, d'une galaxie, d'un amas de galaxies, sont suffisantes pour assurer la cohésion de ces objets. Il a été très facile à la force de gravitation, aux forces électromagnétiques ou à la force nucléaire forte de s'opposer à l'éloignement qui résultait de l'expansion de l'Univers.
Une façon intuitive de visualiser cela est de reprendre l'analogie de la toile élastique que l'on étire dans toutes les directions. Si l'on dessine des motifs sur la toile, ceux-ci grossissent en même temps qu'ils semblent s'éloigner les uns des autres lorsque l'on étire la toile. Par contre, si à la place de chaque motif, on colle sur la toile un objet rigide (une pièce de monnaie, par exemple), alors, en étirant la toile, on éloigne encore les objets les uns des autres, mais cette fois ils gardent une taille constante. C'est un processus de ce type qui est à l'œuvre dans l'expansion de l'Univers.

## Expansion du temps
Comme l'espace-temps constitue une entité indissociable selon la théorie de la relativité, on peut se demander si le temps subit une expansion en même temps que l'espace. La question est difficile, car tout dépend de la notion de temps considérée à l'échelle cosmologique. L'expansion de l'Univers est suggérée et formalisée par la métrique de Friedmann-Lemaître-Robertson-Walker (FLRW), qui utilise le temps cosmique (c'est-à-dire le temps propre d'un observateur subissant l'expansion de l'Univers). Avec cette définition du temps, cette métrique s'exprime sous la forme :
{\displaystyle {\rm {d}}s^{2}=c^{2}{\rm {d}}t^{2}-R(t)^{2}\left({\frac {{\rm {d}}r^{2}}{1-kr^{2}}}+r^{2}{\rm {d}}\Omega ^{2}\right)}, où {\displaystyle R(t)} est le terme représentant l'expansion du rayon de l'Univers en fonction du temps, et {\displaystyle r} une coordonnée purement spatiale.
Exprimé ainsi, avec le choix d'unité temporelle du temps cosmique, il apparaît que le facteur d'expansion de l'Univers ne concerne que la composante spatiale. Mais si on choisissait, par exemple, d'utiliser le temps conforme, on observerait une accélération du temps avec l'expansion de l'Univers.
En revanche, le phénomène de dilatation cosmologique du temps, lié à l'expansion de l'Univers et à l'expansion de l'espace, correspond à l'observation « ralentie » de phénomènes distants : tout phénomène distant observé avec un décalage vers le rouge de facteur {\displaystyle z} sera observé ralenti d'un facteur {\displaystyle 1+z}. L'expansion spatiale de l'Univers étend le train d'onde d'un signal lumineux, et une fréquence émise à l'origine à 1015 Hz par un quasar de décalage vers le rouge {\displaystyle z=9}, par exemple, sera perçu à 1014 Hz (décalage vers le rouge) pendant dix fois plus longtemps, la longueur d'onde, et donc le train d'onde, étant devenu dix fois plus long.
Cette propriété est d'ailleurs un test du modèle du Big Bang, car les théories qui n'impliquent pas l'expansion de l'Univers, comme la théorie de la lumière fatiguée, ne prévoient pas de dilatation cosmologique du temps. Des observations de la dilatation du temps de décroissance lumineuse de supernovas lointaines sont réalisées et tendent à confirmer la dilatation cosmologique du temps et le modèle du Big Bang.

## Historique de la découverte
La découverte de l'expansion de l'Univers date de la première moitié du XXe siècle et s'est faite en plusieurs étapes.
Au début du XXe siècle, de nombreux objets diffus étaient vus au télescope. Ces objets étaient tous désignés sous le terme générique de « nébuleuses ». En fait, ils comprenaient, d'une part, ce que nous continuons à appeler des nébuleuses et, d'autre part, ce que nous appelons maintenant des galaxies, c'est-à-dire des ensembles d'étoiles extérieurs à la Voie lactée. À l'époque, la question de la nature et de la distance de ces nébuleuses se posait encore. La spectroscopie permit d'apporter un premier élément de réponse à partir de 1914, année où l'astronome américain Vesto Slipher montra qu'une certaine classe de ces « nébuleuses » (en fait les galaxies) présentaient une tendance systématique à s'éloigner de nous. Cela semblait indiquer que ces objets étaient situés en dehors de notre Galaxie, car dans le cas contraire, on se serait attendu à ce qu'une égale partie d'entre eux s'approche et s'éloigne de nous. En outre, en faisant le produit de la vitesse observée par des temps de l'ordre de quelques milliards d'années, on aboutissait à des distances parcourues dépassant la taille supposée de la Voie lactée.
En 1920 se tint une réunion scientifique sur la nature des « nébuleuses », qui fut par la suite appelée Grand Débat. Elle opposa Harlow Shapley à Heber Doust Curtis, en désaccord sur le caractère extragalactique ou non de certaines nébuleuses, en particulier Andromède. Le débat n'aboutit à aucune conclusion définitive, faute de données suffisantes. À partir de 1925 Edwin Hubble put observer des céphéides grâce au télescope Hooker de 2,5 mètres de l'observatoire du Mont Wilson. Au moyen de la relation période-luminosité établie par Henrietta Leavitt, il calcula la distance de plusieurs nébuleuses et prouva leur nature extragalactique.
Dès 1927, Georges Lemaître établit que les solutions cosmologiques issues de la relativité générale ne peuvent être statiques et qu'en conséquence les objets y présentent des vitesses d'éloignement proportionnelles à leurs distances. Après plusieurs années d'observations, Edwin Hubble établit la relation entre vitesse de récession et distance de plusieurs nébuleuses rebaptisées galaxies, prouvant ainsi l'expansion de l'Univers. Si cet astronome découvrit le phénomène brut, il resta perplexe quant à son interprétation.

## Autres tentatives d'interprétation
La réalité de l'expansion de l'Univers n'a pas été acceptée d'emblée par tous les scientifiques. Cette expansion impliquait en effet que l'Univers était né du Big Bang et, pour ses détracteurs, ce « commencement » absolu semblait en contradiction avec la position rationaliste et matérialiste de la science, car il pouvait, dans leur esprit, servir d'argument à l'idée d'une création divine. Ces adversaires du Big Bang préféraient, pour cette raison, un modèle statique et éternel, sans origine. Des explications alternatives, connues sous le nom de « lumière fatiguée » (terme proposé par Richard Tolman en 1930), furent proposées pour réconcilier univers statique et décalage vers le rouge dès la découverte de l'expansion de l'Univers en 1929, et ce jusqu'aux années 1970.
Aucune théorie solide satisfaisante avec dilatation cosmologique du temps n'ayant jamais pu être construite dans ce sens, ces explications ont été abandonnées par la communauté scientifique.
D'autres scénarios de l'évolution du cosmos sont également envisagés. Ainsi, au sujet de la théorie de l'expansion de l'Univers, Jean-Marc Bonnet-Bidaud commente : « nous observons un décalage vers le rouge de la lumière d'objets lointains et nous en déduisons que l'Univers se dilate. Mais cette interprétation n'est qu’une des hypothèses possibles et l'on n'a pas forcément besoin d'avoir un Univers en expansion pour obtenir ce décalage vers le rouge de la lumière. »

## Accélération de l'expansion
L'expansion de l'Univers est modélisée par la théorie de la relativité générale. Celle-ci stipule que l'Univers dans son ensemble est soumis aux forces imposées par les différentes formes de matière qui le composent et qu'il ne peut donc demeurer statique : il est soit mû par une force centrifuge qui le fait s'étendre (expansion consécutive au Big Bang et qui pourrait aboutir au Big Rip), soit dépourvu d'une telle force, et alors ses forces centripètes de gravitation prendront le dessus sur l'expansion et feront se ramasser l'Univers jusqu'au Big Crunch. Dans le cadre des modèles d'univers les plus classiques, notamment celui des univers de Friedmann, l'expansion ralentit au cours du temps.
Réciproquement, l'expansion de l'Univers exerce une influence sur la densité et la pression de cette matière. Ainsi, c'est la connaissance des propriétés physiques de ces formes de matière (en particulier, leur équation d'état) qui permet de prédire le comportement de l'expansion. Les équations qui la décrivent sont connues sous le nom d'équations de Friedmann. Les observations permettent non seulement de connaître le taux d'expansion actuel de l'Univers (la valeur de la constante de Hubble à l'instant présent), mais aussi celui de l'Univers par le passé, fournissant indirectement des informations sur les formes de matière qui emplissent l'Univers.
En 1998, deux équipes d'astronomes, le Supernova Cosmology Project et la High-Z supernovae search team, respectivement dirigées par Saul Perlmutter et Brian P. Schmidt, sont parvenues au résultat inattendu que l'expansion de l'Univers semble s'accélérer. Ce résultat est surprenant, car il n'existe aucune théorie pour l'interpréter. Il implique en effet l'existence d'une forme inconnue de matière dont la pression serait négative, au comportement répulsif et non pas attractif vis-à-vis de la gravitation. Cette forme hypothétique et inhabituelle de matière, de nature inconnue, est communément appelée énergie sombre ou parfois constante cosmologique et représente à l'heure actuelle un des problèmes non résolus de la cosmologie moderne. En 2011, le prix Nobel de physique est attribué à Saul Perlmutter, Brian P. Schmidt et Adam G. Riess pour cette découverte.
En 2024–2025, des observations réalisées par la collaboration internationale DESI (Dark Energy Spectroscopic Instrument) et utilisant le télescope Mayall en Arizona ont mis en évidence un fléchissement inattendu de l’accélération de l’expansion de l’Univers, ce qui pourrait remettre en question le modèle standard de l'énergie noire. Les résultats préliminaires de DESI, fondés sur l’analyse de la position de plus de 15 millions de galaxies, semblent indiquer que l’expansion n’accélère plus autant qu’auparavant. En comparant les données de galaxies à différentes distances (jusqu’à 11 milliards d’années-lumière), les chercheurs ont observé une diminution progressive de l’accélération depuis environ 2,5 milliards d’années, alors qu’elle était plus marquée il y a 7 milliards d’années.